# Pierre Oster
Pour les articles homonymes, voir Oster (homonymie).
Pierre Oster, né le 6 mars 1933 à Nogent-sur-Marne et mort le 22 octobre 2020,, est un poète et éditeur français, d'origine luxembourgeoise. Après son mariage avec Angella Soussoueva, en 1971, il a parfois joint à son nom celui de sa femme.

## Biographie
Il fait ses études au collège Sainte-Croix de Neuilly, au lycée Buffon, en khâgne au lycée Louis-le-Grand puis à l’Institut d’études politiques de Paris. Il publie Premier poème dans Le Mercure de France en 1954, grâce à Pierre-Jean Jouve et, tout de suite après, Quatre Quatrains gnomiques dans La Nouvelle Revue française, grâce à Marcel Arland et Jean Paulhan. Son premier recueil, Le Champ de mai, paraît en 1955 dans la collection « Métamorphoses », dirigée par Jean Paulhan. Il reçoit pour celui-ci le prix Felix-Fénéon, comme il recevra en 1958 le prix Max-Jacob pour Solitude de la lumière, une année après la résiliation de son sursis, qui provoque son départ aux armées, en Algérie, où il restera jusqu’en 1959. À son arrivée à Blida, il trouve un mot de son ami Édouard Glissant : « Déserte ! » En 1992, lui est décerné, pour l'ensemble de son œuvre, le Grand prix de poésie de la SGDL (Société des gens de lettres).
En 1961, Jean Paulhan lui ménage par surprise une rencontre avec Saint-John Perse, qui lui donne les plus grands espoirs poétiques. Il travaille auprès de Claude Tchou, éditeur chinois de livres libertins, et sur les indications de Pascal Pia, qui le fait profiter de sa connaissance de l'Enfer de la Bibliothèque nationale. C'est chez Claude Tchou qu'il édite, avec Jean-Claude Zylberstein, la première édition des œuvres complètes de Jean Paulhan, avant celle qui paraît plus tard chez Gallimard dans la collection Blanche, sous la direction de Bernard Baillaud. Grâce à Denis Roche, il entre au comité de lecture des éditions du Seuil, où il siègera jusqu'en 1995. Le Dictionnaire de citations françaises publié par Le Robert est pour lui un travail alimentaire. Une certaine « consécration » lui vient avec la publication de Paysage du Tout dans la collection « Poésie » chez Gallimard, volume anthologique précédé d'une élogieuse préface d'Henri Mitterand. Il est fidèle aux éditions Babel dirigées par Gaspard Olgiati à Mazamet. Attentif à l'expression de la plénitude, il ne cesse de corriger ses textes, comme si la variation était l'essentiel de son art poétique. Avec Pratique de l'éloge (Gallimard, 2009), il dit, à travers de brefs textes en prose, « ce qu'il doit, et à qui ».
Il meurt le 22 octobre 2020 mais sa mort est annoncée cinq jours plus tard, le 27 octobre.

## Publications
- Le Champ de mai, Paris, Gallimard, 1955.
- Solitude de la lumière, Paris, Gallimard, 1957.
- Un nom toujours nouveau, Paris, Gallimard, 1960.
- La Grande Année, Paris, Gallimard, 1964
- Les Dieux, Paris, Gallimard, 1970.
- Chiffres en ballade, avec Yutaka Sugita, Paris, Hachette, 1972.
- Requêtes, frontispice de Jean Bazaine, Montpellier, Fata Morgana, 1977.
- Pratique de l'éloge, Neuchâtel et Genève, À la Baconnière, 1977 ; Gallimard, 2009
- Cérémonial de la réalité, avec une encre de Martin Melkonian, Marel-sur-Mauldre, Qui vive, 1981.
- Rochers. Trente et unième poème, quatre empreintes originales d'Anne Stéphane, Mazamet, Babel, 1982.
- Le Murmure, Le Pontet, Marchant Ducel, 1982.
- Art poétique, un dessin de René Münch, postface de Jean-Michel Maulpoix, Mareil-sur-Mauldre, Qui vive, 1983.
- Vingt-neuvième poème suivi de L'Exploration de la poussière (entretien), L'Alphée, 1985.
- Art poétique, quatre lithographies de Jean Bazaine, Maison du livre de Péouges, mars 1987.
- Les Vigneaux. Honneur à Dorothée Léger, L'Apprentypographe, 1987.
- Dictionnaire de citations françaises, collection Les Usuels, éditions Le Robert, 1987 puis 2006  (ISBN 978-2-85036-192-0).
- L'Hiver s'amenuise, Dijon, Ulysse fin de siècle, 1990,
- L'Ordre du mouvement, Mazamet, Babel Éditeur, 1991.
- Requêtes, Cognac, Le temps qu'il fait, 1992.
- Une Machine à indiquer l'univers, Sens, Obsidiane, 1992
- Saint-John Perse, Mazamet, Babel Éditeur, 1992.
- Alchimie de la lenteur, Mazamet, Babel éditeur, 1997.
- Le Savoir de la terre, Mazamet, Babel éditeur, 1998.
- Membres épars des dieux, illustrations de Mireille Brunet-Jailly, Sauveterre, Jean-Louis Meunier, 1999.
- Paysage du Tout 1951-2000, préface d'Henri Mitterand, Paris, Gallimard, 2000.
- « Je la craignais », dans : Un Bouquet pour Dominique Aury, Mazamet, Babel-Éditeur, 2007.
- Pratique de l'éloge, Paris, Gallimard, 2009 [sous bande rouge "De Claudel à Deguy”].
- Vignettes russes, avant-propos au volume d'Anna Akhmatova, L'églantier fleurit, et autres poèmes, Genève, La Dogana, 2010.
- Utinam varietur, Montreuil, Gourcuff Gradenigo, 2012
- Les Morts, Editions Belin, 2014

## Distinctions
En juin 2019, Pierre Oster s’est vu décerner par l’Académie française, le Grand Prix de Poésie pour l’ensemble de son œuvre poétique.